# 亚历山大·罗戈夫
亞歷山大·尤里耶維奇·罗戈夫（俄语：Александр Юрьевич Рогов；1986年6月4日—）是一名前俄羅斯聯邦的足球員，司職中場，曾效力莫斯科戴拿模。

## 外部連結
- .   [2018-03-03]. （原始内容存档于2008-12-22） （俄语）.